# Caullery
Caullery település Franciaországban, Nord megyében. Lakosainak száma 464 fő (2022. január 1.). Caullery Ligny-en-Cambrésis, Walincourt-Selvigny és Clary községekkel határos.

## Népesség
A település népességének változása:
| Lakosok száma | 438  | 443  | 460  | 454  | 452  | 452  | 457  | 460  | 464  |
|               | 2013 | 2015 | 2016 | 2017 | 2018 | 2019 | 2020 | 2021 | 2022 |